# Écriture hiératique
Dans l'Égypte antique, l'écriture hiératique permettait aux scribes d'écrire rapidement en simplifiant les hiéroglyphes et était utilisée dans l'administration. Le mot hiératique vient du grec γράμματα ἱερατικά (grammata hieratika ; littéralement « écriture sacerdotale »), et fut utilisé la première fois par Clément d'Alexandrie au IIe siècle.
L'écriture hiératique est le deuxième niveau de simplification des hiéroglyphes. Le premier étant les hiéroglyphes linéaires, qui sont des versions simplifiées des hiéroglyphes, mais qui gardent leur valeur représentative. Les caractères hiératiques, eux, ne représentent plus des objets, mais uniquement des signes immotivés à la manière des lettres d'un alphabet.

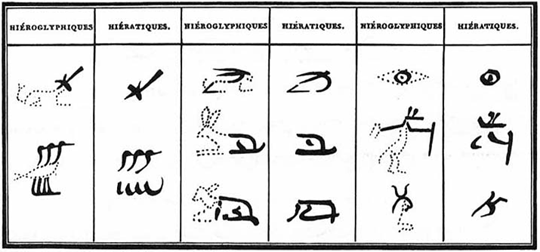
Exemples de passage de hiéroglyphes aux caractères hiératiques (par Champollion).

Les paléographes classent l'écriture hiératique comme une tachygraphie, utilisée dans l'administration (correspondances, remboursements de dettes, notes de blanchisserie, bordereaux de livraison) mais aussi dans le domaine culturel (textes littéraires ou scientifiques).
Cette écriture simplifiée a été utilisée tout au long de la civilisation égyptienne, depuis l'époque prédynastique (au moins 3 000 ans avant notre ère), jusqu'au IIIe siècle après celle-ci, soit pendant presque trente-cinq siècles. Son importance se restreint avec le développement de l'écriture démotique.
Nouvelle simplification de l'écriture hiératique, le démotique devient historiquement discernable vers le milieu du VIIe siècle avant notre ère. Il remplace pour une bonne part l'usage du hiératique, sans totalement le faire disparaître.